# La regenta
La Regenta è un romanzo dello scrittore spagnolo Leopoldo Alas, conosciuto con lo pseudonimo Clarín. È stato pubblicato dall'autore in due tomi, rispettivamente nel 1884 e nel 1885. 
La Real Academia Española considera l'opera come la più importante del XIX secolo e la seconda in tutta la letteratura spagnola, dopo il Don Chisciotte della Mancia di Cervantes.
La vicenda si svolge a Vetusta, una fittizia cittadina spagnola che probabilmente corrisponde alla reale città di Clarín, Oviedo. Infatti, sebbene i temi riguardino essenzialmente l'amore e la religione, è possibile avvertire implicitamente anche una cronaca sociale di Oviedo, in quanto i fatti rispecchiano la realtà storica nazionale dell'epoca.

## Trama
La protagonista dell'opera è doña Ana, moglie di don Víctor Quintanar. Il marito è ex reggente del tribunale di Vetusta, la moglie è chiamata perciò “la Regenta”. L’ampia differenza di età tra i due è causa di una situazione matrimoniale infelice e monotona soprattutto per Ana, insoddisfatta dal marito, il quale, seppur involontariamente, non le dà le giuste attenzioni e non comprende le sue necessità, preferendo a lei la caccia.
I conflitti interiori di Ana e la sua fragilità la portano a una morbosa esaltazione mistica nei confronti del giovane vicario della diocesi, don Fermín, il quale prova una certa attrazione fisica per la donna, che però non ricambia.
Allo stesso tempo la bella e sensuale protagonista cede alle tentazioni del confidente del marito, don Álvaro Mesía, e conosciuto come il Don Juan di Vetusta. La loro relazione rimane segreta fino a quando la cameriera di Ana, Petra, rivela a don Víctor il tradimento. Pertanto l'ex reggente decide di sfidare il traditore in un duello, ma inaspettatamente ne esce sconfitto. 
Il romanzo si conclude con la descrizione di Ana: consumata dai rimorsi e dalla prostrazione spirituale e fisica è destinata alla morte sociale.

## Conflitti interni al romanzo
L'intera opera è caratterizzata da conflitti sia individuali che collettivi. L'esempio più eclatante è riscontrabile in Donna Ana.
La fragile personalità della protagonista è influenzata da tre circostanze fondamentali che le causano conflitti dal punto di vista psicologico: la famiglia, il luogo e il tempo storico in cui vive.
Il conflitto più grande è quello tra mondo interiore e società, che provoca le crisi mistiche di Ana e il fallimento di tutti i suoi tentativi nella vita. 
Ana è declassata a causa del padre, un libero pensatore e rivoluzionario che aveva sposato una semplice sarta, abbassando così il suo livello sociale. Per questo motivo le zie di Ana avviano un processo volto a reinserire la nipote nell'alta borghesia, promettendola in sposa a Don Victor. 
Un altro conflitto è dovuto alla mancanza affettiva della madre e all'impossibilità di avere figli; simbolicamente la protagonista non ha quindi né origini né futuro. Tenta invano di risolvere il problema con una sublimazione dei rapporti di parentela (ad esempio Victor sostituisce i genitori e considera Don Fermín come un fratello spirituale).
Allo stesso modo Don Fermín è completamente influenzato dalla madre, Donna Paula, che trasferisce la sua ambizione economica nel figlio. In realtà egli è un gesuita, missionario, uomo semplice e con valori che contrastano con la volontà della madre di arricchirsi e rafforzare la propria posizione nella società vetustense. Questo contrasto dà vita a una frantumazione interiore di cui Don Fermín prende coscienza solo quando conosce Ana, l'unica in grado di rendere esplicita la sua vera anima, pura come quella della donna.
I conflitti collettivi si articolano in contrasti universali e contrasti sociali.
Nel primo caso tutti i personaggi desiderano elevarsi alla totalità del mondo, pretendendo di risolvere i problemi attraverso la religione, ma sono impossibilitati a farlo e condannati a rimanere nella propria individualità.
I conflitti sociali sono evidenti grazie all'accurata descrizione di una società  (Clarín delinea approfonditamente Vetusta grazie a 1500 personaggi, tra cui numerose comparse) in transizione tra l'antico regime e la restaurazione in cui la borghesia sta acquistando sempre più potere, in contemporanea all'apparizione del proletariato, il quale invece sembra cosciente della propria condizione sociale, sebbene non tardi a tentare il progresso economico. In questo modo è inevitabile la creazione di lotte interne. Rimane però ancora viva l'atmosfera dell'antico regime: da una parte la chiesa, descritta con tutte le sue cariche, di cui l'esponente maggiore è Don Fermín, e dall'altra l'aristocrazia, una classe cattolica, conservatrice e convenzionale. La distinzione tra classi è talmente evidente che le diverse classi vivono addirittura in aree diverse della città: la encimada è la zona riservata all'aristocrazia e il clero, la colonia alla borghesia e il campo del sol al proletariato.
"Vetusta" è il centro dell'ipocrisia e simbolicamente la protagonista reale della storia, poiché impone un certo tipo di comportamento ai suoi abitanti, controllando il loro destino.

## Organizzazione dell'opera
Il libro è composto da trenta capitoli, che si possono dividere in due parti.
I primi quindici capitoli sono presentativi: descrivono il luogo e i personaggi principali in un arco temporale di tre giorni (2, 3, 4 ottobre). Inoltre, viene raccontata l'infanzia di Ana e le aspirazioni di Don Alvaro. Il tempo narrativo è lento, così come il tono descrittivo; inoltre è possibile notare una prevalenza di descrizioni spaziali e di staticità a discapito di azioni concrete.
La seconda parte, invece, si sviluppa nell'arco di tre anni e al suo interno predomina una maggiore attenzione sull'azione. Il tono diventa rapido, dinamico e attivo. Il punto di vista è onnisciente, sebbene ci siano momenti in cui i personaggi stessi espongono i fatti. La tecnica utilizzata è quella dello stile indiretto libero, interrotto talvolta dal flusso dei pensieri dei personaggi.

## Temi
I temi principali del romanzo sono estremamente simili alle questioni che la maggior parte degli autori del Realismo spagnolo affrontano nelle loro opere.
L'amore è un tema fondamentale in La Regenta, così come nella maggior parte della letteratura ottocentesca. Esso è problematico, arriva a situazioni estreme, come quello tra una donna e il suo prete confessore.
Una condizione tanto spinosa dell'amore non può che sfociare nell'adulterio, altro tema cardine nell'opera. Il matrimonio spesso si conclude con l'adulterio, soprattutto nel caso in cui le differenze tra i coniugi sono evidenti; la conseguenza finale però è sempre la punizione della moglie e il perdono degli errori del marito, o dell'uomo che ha spinto al tradimento.
Clarín inserisce anche un tema prettamente ideologico: il dualismo religioso e l'opposizione tra clericalismo e anti-clericalismo; non è presente una critica al sentimento religioso o alla fede, ma alla chiesa come istituzione e alla sua corruzione.

## Caratteristiche costanti
Dal punto di vista stilistico le numerose figure retoriche conferiscono una maggiore complessità alla lettura del romanzo. Tra le più frequenti è indispensabile notare:
- la personificazione di oggetti (es: “La eroica città dormiva la siesta”)
- la reificazione e animalizzazione dei personaggi
- la sinestesia, utilizzata soprattutto per descrivere l'erotismo in Ana, il quale non poteva essere esplicitamente espresso, in accordo con i canoni culturali dell'epoca
- la complicità tra autore e lettore

Inoltre la sintassi è fluida ma ripetitiva, con una notevole abbondanza di subordinate. Il lessico si adegua sempre alla classe sociale dei personaggi, i quali, durante tutto il romanzo, si esprimono per mezzo di monologhi, spesso interiori. In aggiunta, sono molto frequenti parole appartenenti al campo semantico della medicina.
Ogni personaggio e fatto sono descritti sia dal punto di vista del personaggio stesso sia dagli altri personaggi, in modo da fornire al lettore tutti gli strumenti per formare un giudizio proprio e un'opinione completa.

## Contesto letterario
L'opera si colloca nel periodo del Realismo, caratterizzato da alcuni elementi costanti evidenziabili anche in La regenta.
La realtà è vista dagli scrittori realisti come oggetto estetico, da osservare e descrivere in modo dettagliato e oggettivo, pertanto l'autore non deve dare giudizi ma essere imparziale. A tal proposito lo scrittore deve ambientare la storia nella propria epoca, per essere sicuro di essere il più realista possibile. Inoltre, al soggettivismo tipico del Romanticismo si oppone il collettivismo: la società diventa il fulcro della vicenda, la quale riesce ad influenzare il singolo. Tuttavia ogni personaggio è descritto anche dal punto di vista psicologico.

## Parallelismo tra La Regenta e Madame Bovary
Dopo la pubblicazione de La Regenta, Clarín fu accusato di plagio a seguito di evidenti corrispondenze tra il suo romanzo e Madame Bovary di Gustave Flaubert.
(Luis Bonafoux Quintero, 1887)
Tuttavia, in sua difesa Clarín rispose all'accusa affermando:
(Leopoldo Alas)
Ad ogni modo, non solo il sedicesimo capitolo del romanzo spagnolo sembra condividere qualche caratteristica con l'opera francese, ma è possibile notare altre somiglianze tra le due narrazioni. 
In primo luogo entrambe le opere hanno come protagonista donne giovani e con caratteri simili: 
- l'influenza della loro infanzia, educazione e letture di formazione sull'atteggiamento adulto;
- la frustrazione nei confronti delle loro città, causa di solitudine morale;
- le ambizioni insoddisfatte a causa di una personalità troppo sognatrice e romantica.

Inoltre sia in La Regenta che in Madame Bovary è fondamentale l'attenzione per i dettagli, in linea con la corrente letteraria dell'epoca.
Ciò nonostante le numerose differenze tra le due opere rendono impossibile definire La Regenta una copia di Madame Bovary.
Si osserva anzitutto che la protagonista di Madame Bovary, Emma, sebbene soffra le stesse insoddisfazioni spirituali, ha una figlia e può quindi sentirsi realizzata in quanto donna, al contrario di Ana. Inoltre, a differenza di quanto accade nel romanzo di Flaubert, l'azione peccaminosa della Regenta è determinata non da un amante, ma da due corteggiatori di personalità opposta. Infine, se l'opera di Clarín si conclude con la morte sociale e spirituale di Ana, Emma Bovary decide di suicidarsi in modo lento e penoso, bevendo una dose di arsenico.

## Trasposizione cinematografica
È stato girato un film basato su La regenta di Clarín nel 1974, diretto da Gonzalo Suárez. Nel 1995 è stata prodotta anche una miniserie composta da tre episodi diretta da Fernando Méndez-Leite e trasmessa dalla Televisione spagnola.